# Białki (powiat siedlecki)
Białki – wieś w Polsce położona w województwie mazowieckim, w powiecie siedleckim, w gminie Siedlce.  Ma status sołectwa. Leży 2 km od Siedlec. Przez wieś przebiega droga krajowa nr 63 Węgorzewo – Sławatycze oraz od północy droga krajowa nr 2. Znajduje się tu też stacja Białki Siedleckie.
Wierni Kościoła rzymskokatolickiego należą do parafii Ducha Świętego w Siedlcach.
W Białkach znajduje się centrum handlowe Stop Shop. Wśród znajdujących się tam sklepów, można wymienić Pepco, RTV Euro AGD, Sinsay, Rossmann, Biedronka, Dealz, Jysk, Castorama jak i restaurację KFC oraz hurtownię Selgros.

## Historia
W 1906 r. w Białkach powstała jednoklasowa szkoła podstawowa. Dzisiejszy murowany budynek powstał w latach 1924 - 1934, a jego rozbudowa nastąpiła w 1968 r. W 2002 r. powstał Zespół Oświatowo - Wychowawczy, w skład którego wchodziło przedszkole, szkoła podstawowa i gimnazjum. 
W latach 1954–1961 wieś należała i była siedzibą władz gromady Białki, po jej zniesieniu w gromadzie Wiśniew. W latach 1975–1998 miejscowość należała administracyjnie do województwa siedleckiego.
W 2019 r. w Białkach rozpoczęto prace budowlane nad centrum handlowym Stop Shop. Otwarcie odbyło się wiosną 2020 r.